# Шони (кантон)
Шони (фр. Chauny) — кантон во Франции, находится в регионе О-де-Франс, департамент Эна. Входит в состав округа Лан. 

## История
В результате реформы 2015 года состав кантона изменился незначительно — в него была включена коммуна Пьерманд.

## Состав кантона с 22 марта 2015 года
В состав кантона входят коммуны (население по данным Национального института статистики за 2018 г.):
- Аббекур — население 500 чел.
- Аминьи-Руи — население 737 чел.
- Бомон-ан-Бен — население 178 чел.
- Бетанкур-ан-Во — население 438 чел.
- Вилькье-Омон — население 651 чел.
- Вири-Нурёй — население 1 693 чел.
- Гиври — население 241 чел.
- Кайюэль-Крепиньи — население 442 чел.
- Комманшон — население 215 чел.
- Комон — население 546 чел.
- Кондран — население 706 чел.
- Ла-Нёвиль-ан-Бен — население 193 чел.
- Марест-Данкур — население 377 чел.
- Нёфльё — население 87 чел.
- Онь — население 1 109 чел.
- Отревиль — население 807 чел.
- Пьерманд — население 267 чел.
- Сенсени — население 2 034 чел.
- Фриер-Файуэль — население 991 чел.
- Шони — население 11 773 чел.
- Юньи-ле-Ге — население 185 чел.

## Политика
На президентских выборах 2022 г. жители кантона отдали в 1-м туре Марин Ле Пен 40,1 % голосов против 21,7 % у Эмманюэля Макрона и 15,7 % у Жана-Люка Меланшона; во 2-м туре в кантоне победила Ле Пен, получившая 62,0 % голосов. (2017 год. 1 тур: Марин Ле Пен – 36,5 %, Жан-Люк Меланшон – 18,5 %, Эмманюэль Макрон – 17,8 %, Франсуа Фийон – 14,6 %; 2 тур: Ле Пен – 54,7 %. 2012 год. 1 тур: Марин Ле Пен — 27,3 %, Франсуа Олланд — 26,4 %, Николя Саркози — 21,9 %; 2 тур: Олланд — 53,5 %).
С 2021 года кантон в Совете департамента Эна представляют вице-мэр города Шони Марио Лирюсси (Mario Lirussi) (Социалистическая партия) и член совета коммуны Сенсени Фабьян Маршьонни (Fabienne Marchionni) (Коммунистическая партия).
|                | Кандидаты                      | Партия                   | Первый тур | Первый тур     | Второй тур | Второй тур |
| Кол-во голосов | Кандидаты                      | Партия                   | % голосов  | Кол-во голосов | % голосов  |            |
| -------------- | ------------------------------ | ------------------------ | ---------- | -------------- | ---------- | ---------- |
|                | Марио Лирюсси Фабьян Маршьонни | Разные левые             | 1 426      | 27,52          | 3 250      | 61,08      |
|                | Жозе Борен Брижитт Фьян        | Национальное объединение | 1 514      | 29,22          | 2 071      | 38,92      |
|                | Патрисия Гоэт Доминик Игнащак  | Разные центристы         | 1 345      | 25,96          |            |            |
|                | Мари-Кристин Ренаэр Карим Шафи | Разные центристы         | 897        | 17,31          |            |            |

|                | Кандидаты                      | Партия             | Первый тур | Первый тур     | Второй тур | Второй тур |
| Кол-во голосов | Кандидаты                      | Партия             | % голосов  | Кол-во голосов | % голосов  |            |
| -------------- | ------------------------------ | ------------------ | ---------- | -------------- | ---------- | ---------- |
|                | Жан-Люк Лануй Фабьян Маршьонни | Левый блок         | 4 097      | 47,02          | 5 187      | 59,88      |
|                | Вероник Агутен Себастьян Моро  | Национальный фронт | 3 379      | 38,78          | 3 476      | 40,12      |
|                | Валери Бьона-Дюфё Реми Дазен   | Разные правые      | 1 238      | 14,21          |            |            |

|  | Кандидат      | Партия                    | % голосов |
|  | ------------- | ------------------------- | --------- |
|  | Жан-Люк Лануй | Коммунистическая партия   | 61,53     |
|  | Эвелин Пьетр  | Национальный фронт        | 26,88     |
|  | Жан Косельняк | Союз за народное движение | 11,60     |

|  | Кандидат      | Партия                  | % голосов |
|  | ------------- | ----------------------- | --------- |
|  | Жан-Люк Лануй | Коммунистическая партия | 73,72     |
|  | Ари Кристоф   | Национальный фронт      | 26,28     |